# Giải bóng đá trong nhà vô địch quốc gia Hồng Kông
Giải bóng đá trong nhà vô địch quốc gia Hồng Kông (tiếng Trung: 香港五人足球聯賽) là giải đấu bóng đá trong nhà chính thức tổ chức bởi Hiệp hội bóng đá Hồng Kông, khởi đầu năm 2010.

## Các đội bóng ở mùa giải 2010–11
- Homeless
- HKIED
- Kitchee
- Milk
- South China
- TSW Pegasus